# 浅瀬
浅瀬（あさせ、英: ford）は、川や湖、海などといった水のある地形のうち、水深が極めて浅い部分のことである。日本で一般的に浅瀬と言うと、日本人の平均的な身長の成人の足が地面に付いた状態でも顔が水面より上にあるところを指す。また船にとって浅瀬と言うと船の大きさにもよるが、船の下部が水底に接触するかしないかの運航が難しいエリアを言う。船が浅瀬に進入すると、身動きが取れなくなる。船が浅瀬や、暗礁に乗り上げることを「座礁する」という。クジラやイルカも潮の流れで浅瀬に乗り上げる、または打ち上げられることがある。
近代以前には人馬で川や海を渡れる場所では陸上交通の一部としてよく利用されてきた。各地に海の浅瀬や砂州を道路として使っていたことを示す地名（海の中道・天の橋立）、川の浅瀬を渡る場所を示す川越・渡・洗越などの地名が残る。